# Грчариці
Грчариці (словен. Grčarice) — поселення в общині Рибниця, регіон Південно-Східна Словенія, Словенія.